# Clark Island
Clark Island (nome aborigeno Billong-olola) è un'isola che si trova nel porto di Sydney (Port Jackson), nel Nuovo Galles del Sud, in Australia. L'isola è disabitata e fa parte del Sydney Harbour National Park.
Clark Island, che ha un'area inferiore a un ettaro, è situata a nord del sobborgo di Darling Point.

## Storia
L'isola porta il nome del tenente Ralph Clark, ufficiale della Prima Flotta e autore del diario di bordo. Clark aveva avuto il permesso di coltivare sull'isola un orto avvalendosi del lavoro dei detenuti, ma con poco successo, poiché qualsiasi prodotto veniva rubato a causa delle limitate razioni disponibili all'epoca.